# Сорокин, Павел Николаевич
Павел Николаевич Сорокин (1816—1889) — русский генерал, герой русско-турецкой войны 1877—1878 гг.
Родился в 1816 году, происходил из дворян Лифляндской губернии. Воспитывался в Павловском кадетском корпусе, откуда 15 марта 1837 года был выпущен в Копорский егерский полк с производством в прапорщики. В том же году он перевелся в лейб-гвардии Литовский полк, в котором прослужил более 25 лет, причём в 1848 и 1849 годах, в чине штабс-капитана — участвовал в походе в Венгрию, в 1854—1855 годах состоял в войсках, назначенных для обороны Балтийского побережья от нападения англо-французов.
Произведённый 5 сентября 1855 года в полковники, Сорокин в 1863 году был назначен командиром 31-го пехотного Алексопольского полка и с этим полком закончил польскую кампанию. За отличия в разных делах он был награждён орденами св. Анны 2-й степени с мечами (в 1866 году) и св. Владимира 4-й степени (в 1868 году). 17 апреля 1870 года Сорокин был произведён в генерал-майоры и назначен помощником начальника 3-й гренадерской дивизии, а три года спустя — командиром 1-й бригады той же дивизии; в 1876 году получил орден св. Станислава 1-й степени.
Со своей бригадой он принял деятельное участие в русско-турецкой войне 1877—1878 гг. Сорокин участвовал во многих сражениях этой войны и особенно отличился во время осады и взятия Плевны и при переходе через Балканские горы. Под Плевной на долю Сорокина выпало с одной только своей бригадой удержать 28 ноября 1877 г. стремительный натиск всей армии Османа-паши, пытавшегося прорваться из окружения. В своём донесении об этом деле командир гренадерского корпуса говорит: «командир 1-й бригады 3-й гренадерской дивизии генерал-майор Сорокин с полною неустрашимостью находился в огне, ободряя робких, в то время, когда бригада его, еще не поддержанная резервом, изнемогала от натиска превосходного неприятеля». За Плевну Сорокин был награждён орденом св. Анны 1-й степени с мечами (в 1878 году), а за переход через Балканы — орденом св. Владимира 2-й степени с мечами (в 1879 году).
По возвращении из турецкой кампании, Сорокин ещё в течение десяти лет командовал той же бригадой. Произведённый 15 марта 1887 года в генерал-лейтенанты, он был прикомандирован к Гренадерскому корпусу на один год, по истечении которого был зачислен в запас по армейской пехоте с сохранением полного содержания.
Умер в Тамбове 5 февраля 1889 года.